# Oliva María Rubio
Oliva María Rubio (Agallas, Salamanca, 14 de marzo de 1954) es una comisaria independiente española. Ha sido directora artística de La Fábrica de 2012 a 2019; directora del departamento de exposiciones de la Fábrica de 2004 a 2012 y directora del Máster PHotoEspaña. Teorías y Proyectos Artísticos de 2015 a 019.
De 2000 a 2012, fue responsable del proyecto Generaciones. Premios y Becas de arte de Obra Social Caja Madrid..

## Trayectoria
Licenciada de grado en Historia del Arte por la Facultad de Filosofía y Letras de la Universidad Autónoma de Madrid, Premio Extraordinario fin de carrera (1985) y Doctora “Cum laude” en Historia del Arte por la misma Universidad con la Tesis doctoral: “La Mirada interior. El Surrealismo y la pintura” (1992), ha desarrollado su carrera como comisaria principalmente en el campo de la fotografía y las artes visuales.
Trabajó en la Fundación Cultural Banesto en la coordinación y organización de proyectos de exposiciones de Artes Plásticas y de Fotografía, además de elaborar el programa de conferencias, mesas redondas y cursos de verano entre el año 1991-1995.
Como corresponsal en España, comenzó un nuevo proyecto formando parte del Archivo Fotográfico Digital Americano CORBIS.
Se incorporó en 1996 al equipo de PHotoEspaña, Festival Internacional de Fotografía y Artes Visuales, donde trabajó primero como coordinadora general del Festival y posteriormente como subdirectora. Este festival anual, se ha extendido en otras provincias. Tras varios años como subdirectora, asumió la dirección artística de PHotoEspaña de 2001 a 2003, donde abordó la temática de la identidad desde diversos puntos de vista: el territorio (“Desde el Sur”), el género (“Femeninos”) y el otro (“Nos-Otros”) y programó más de 60 exposiciones, algunas de las cuales también comisarió. En esas tres ediciones se pudieron ver, entre otras, exposiciones de William Eggleston, Max Pam, Miguel Rio Branco, Mimmo Jodice, Araki, Nancy Burson, Jurgen Kaluke, Manabu Yamanaka, Miwa Yanagi, Ellen van Meene, August Sander, Elina Brotherus, Federico Patellani, Marina Abramovic, Francesca Woodman, Susan Meiselas, Ana Casas, Beth Moisés, Lillian Bassman, Sol LeWitt, Philip-Lorca diCorcia, Michal Rovner, Efrat Shvily, Didier ben Loulou, Joel-Peter Witkin, Samuel Fosso, Kimsooja.
En 2004 se incorpora al equipo de La Fábrica donde organizó el departamento de exposiciones, dicho departamento lo dirigió hasta el año 2014. En este cargo asumió la dirección de proyectos como Generaciones, Premio de Fotografía Fundación Astroc, PHotoGalicia. Además de programar la itineraria de exposiciones, se ocupó de la relación con otros comisarios para proyectos de exposición producidos o bien por La Fábrica o bien en colaboración con otras instituciones.
Destaca el proyecto que ha dirigido "Proyecto Generaciones. Premios y Becas de Arte Caja Madrid",  desde el inicio el año 2000, hasta el año 2012. Estos premios se celebran anualmente en La Casa Encendida de Madrid con el fin de reconocer a jóvenes creadores. La primera edición se presentó en Madrid y posteriormente viajó a varias ciudades españolas con el fin de situarlo en el mapa y hacer de él una referencia para los artistas menores de 35 años. 
También ha sido miembro de distintos comités de expertos donde asesoraba sobre las actividades y criterios expositivos, como el comité de Artes Visuales del “Culture 2000 programme” en el European Comisión, Culture, Audiovisual Policy and Sport en Bruselas el año 2003. 
Además formó parte del comité de compras del Fonds National d’Art Contemporain (FNAC) de Paris entre los años 2004 y 2006, y del FotoPres05, XVII Certamen de fotografía de prensa española: Becas a proyectos y concurso abierto de la Fundación La Caixa de Barcelona en mayo de 2004 y febrero de 2005. 
Asimismo, ha sido asesora artística del premio de fotografía de la Fondation CCF pour la Photographie (Prix HSBC pour la Photographie) en París el año 2005. 
Es miembro de distintas Asociaciones de profesionales como la Asociación Mujeres en las Artes Visuales (MAV) y el Instituto de Arte Contemporáneo.
En 2013 recibió el Premio Entrefotos como reconocimiento a su labor profesional.

### Jurado
Además de su labor como comisaria Oliva María ha participado en numerosos jurados de artes plásticas y fotografía, entre ellos: 
- Premio Nacional de Fotografía, 2000 y 2007.
- European Award Women Photographers (Prato, Italia), 2002.
- Premio L’Oreal a la mejor exposición, 2002.
- Festival Internacional de Fotografía de Pingyao, China, 2002.
- Grand Prix Interntional de Photographie Ville de Vevey, Suiza, 2004.
- The Albert Renger-Patzsch Photography Award, Essen, Alemania 2006.
- Premio de Fotografía Purificación García, 2008, 2009.
- Premios ABC, 2008.
- Grand Prix Henri Cartier-Bresson, Paris, 2009.
- Deutsche Börse Photography Prize/Photographer’s Gallery, Londres 2010.
- European Month of Photography Award, Viena, 2013.
- Miembro del jurado del Premio Nacional de Fotografía 2024

### Exposiciones
Ha comisariado proyectos en instituciones nacionales e internacionales como: 
- Juan Gopar. Fuerteventura: La isla como origen y destino, en el Centro  de Arte Juan Ismael, Puerto Rosario, Fuerteventura, Islas Canarias, en el año 2022.  [11]
- “Louise Dahl-Wolfe: Con estilo propio”, Círculo de Bellas Artes,[12] Madrid, Le Pavillon de Montpellier, Francia; Fashion &Textile Museum, Londres, 2016-2017.
- “Eduardo Arroyo: La forcé du destin”,[13] Hôtel des Arts, Toulon, 2015.
- “El Lissitzky. The Experience of Totality”,[14] MART Rovereto, Museo Picasso Málaga y Fundación Catalunya-La Pedrera, Barcelona, 2014
- “Margaret Bourke-White, Moments in History”,[15] Martin-Gropius-Bau, 2013.
- “Histoire, regards d’artistes”, Hôtel des Arts, Toulon, Francia, 2013.
- “László Moholy-Nagy: El arte de la Luz”,[16][17] Círculo de Bellas Artes, Madrid, Martin-Gropius-Bau, Berlín, Gemeentemuseum Den Haag y Ludwig Museum, Budapest, 2010-2011.
- “Chema Madoz. Ars Combinatoria”,[18] Nederlans FotoMuseum, Rotterdam, 2011.
- “100 años en femenino”,[19] comisariada con Isabel Tejeda, en Centro Cultural Conde-Duque, Madrid, 2012.
- “Dorothea Lange: Los años decisivos”,[20] Museo Colecciones ICO, PHE09.
- “Brassaï. Graffiti”,[21] Círculo de Bellas Artes, Madrid, 2008.
- “Gabriele Basilico: Intercity”,[22] Fundación Astroc, Madrid 2008.
- “Itinerarios Afines. 10 fotógrafos españoles”,[23] Museo de Arte de Cantón y Yonshe Museum, Pekín, 2008.
- “Momentos estelares. La Fotografía en el siglo XX”,[24] Círculo de Bellas Artes y Sala de exposiciones Canal de Isabel II, 2007; Lynn Davis. Museo Thyssen Bornemisza, PHE’07, Madrid.
- “Kimsooja: To Breathe – A Mirror Woman”,[25] Palacio de Cristal del Retiro, Museo Nacional Centro de Arte Reina Sofía, 2006.
- “Andrés Serrano: El dedo en la llaga”,[26] Centro-Museo Vasco de Arte Contemporáneo Artium, Vitoria, Padiglione d’Arte Contemporanea (PAC), Milán; Tecla Sala Barcelona y Círculo de Bellas Artes, 2006-2007.
- “Luis Gordillo: Retrovisor”,[27] Círculo de Bellas Artes, Madrid, 2004; entre muchas otras.
- 125 años de fotografía (1899-2024). Colección de la Real Sociedad Fotográfica en el Centro de Arte Alcobendas, Madrid, 2024.[28]

## Publicaciones
Entre sus publicaciones se encuentran:
- “La mirada interior. El surrealismo y la pintura” (1994)[29]
- "Gauche Divine" (2000) junto a Rosa Regàs.[30]
- "Proyecto Andes: Jaume Blassi 1978-2002"[31] (2003) junto a Francisco Calvo Serraller.
- "Kimsooja. Respirar-una mujer espejo" (2006)[32]
- “László Moholy-Nagy: El arte de la luz” (2010) junto a Vicenzo Vitiello, Frans Peterse, Hubertus Von Amelunxen, Oliver A.I. Botar y Jeanpaul Goergen.[33]
- “Diccionario de fotógrafos españoles. Del siglo XIX al XXI”, coeditado con Acción Cultural Española.[34]
- “El Lissitzky: La experiencia de la totalidad” (2014) junto a Valery Dymshits, Victor Margolin e Isabel Tejeda.[35]
- “Louise Dahl-Wolfe: Con estilo propio” (2016) junto a John P. Jacob y Celina Lunsford.[36]

Además de numerosos artículos en catálogos y revistas de arte contemporáneo.